# 4893 Seitter
4893 Seitter је астероид главног астероидног појаса са средњом удаљеношћу од Сунца која износи 3,147 астрономских јединица (АЈ).
Апсолутна магнитуда астероида је 11,8.